# Sarah Cohen-Scali
Pour les articles homonymes, voir Cohen et Scali.
Sarah Cohen-Scali, née le 16 octobre 1958 est une écrivaine française. Elle publie également sous le pseudonyme de Sarah K.. Elle est licenciée en philosophie et a suivi des études d'art dramatique avant de commencer à écrire pour les enfants. Elle a publié une vingtaine d'ouvrages pour la jeunesse mais aussi pour adultes, en particulier des romans noirs. Elle a commencé à écrire à l'âge de 29 ans.

## Biographie
Elle possède une licence en philosophie et a suivi des études de lettres et d'art dramatique,.
Elle publie son premier ouvrage à la fin des années 1980. Auteure de plus d'une soixantaine d'ouvrages, dont une vingtaine sous le pseudonyme de Sarah K. entre 2002 et 2013, elle est lauréate de plusieurs prix de littérature jeunesse.
Parmi ses romans jeunesse, elle écrit des « thrillers », dont Gueule de loup en 2010 ou Phobie en 2017, ou des polars, dont Phobie, pour lequel elle obtient le Prix Polar du roman jeunesse 2017 au Festival Polar de Cognac.
En 2012 est publié son roman Max, qui évoque la Seconde guerre mondiale et le nazisme. Pour l'avis de le lecture de Ricochet : « Ce livre de Sarah Cohen-Scali constitue un roman historique d’un genre nouveau dans la littérature jeunesse en ce sens où une importante documentation vient nourrir une fiction seule apte à rendre compte d’un pan terrifiant de l’histoire européenne du XXème siècle. Comment par le détour de la fiction, le lecteur parvient-il à prendre conscience d’une réalité historique effrayante et encore méconnue ? Comment la fiction devient-elle pour l’auteure de ce roman une arme efficace de dénonciation ? ». L'ouvrage est récompensé de plusieurs prix jeunesse, dont en 2013, le Prix Sorcières, catégorie « Roman pour adolescents », et le Prix jeunesse des libraires du BRUHi était en 1945 « un enfant juif rescapé des camps » . Selon La Revue des livres pour enfants, avec cet ouvrage, « l'autrice clôt ainsi son triptyque sur les séquelles de la Seconde Guerre mondiale entamé avec Max (2012) et poursuivi avec Orphelins 88 (2018) ».

## Œuvre

### Sous son nom
- La Puce, détective rusé,  ill. par Christophe Besse, Casterman, 1989
- Histoires que j'aime beaucoup, beaucoup,  ill. de Annick Delhumeau, Larousse, 1991
- Histoires que j'aime passionnément,  ill. de Annick Delhumeau, Larousse, 1991
- Danger d'amour,  ill. par Catherine Louis, Casterman, 1991
- Meurtres au pays des peluches, illustré par Christophe Besse, Casterman, 1992
- Tête de lune, ill. Maïté Laboudigu, Rageot, 1993
- Rageot, Coll. Cascade, 1993
- En grandes pompes, illustré par Christophe Besse, Casterman, 1994
- Le Voleur de tendresse, ill., Bruno Mallart, Hachette, 1994
- Arthur Rimbaud, le voleur de feu, Hachette, 1994 (Prix ados Rennes 1995)

- Une sirène dans la ville et autres contes de ville, Rageot, Coll. Cascade, 1996
- L'École frissonnière,  illustré par Christophe Besse, Casterman, 1996
- Agathe en flagrant délire, Rageot, Coll. Cascade-Policier 1997
- L'Homme au chapeau, Magnard, 1998
- Dodo la terreur,  ill. par Christophe Besse, Casterman, 1998
- Danse avec les spectres, Rageot, 1998
- Mauvais sangs, Flammarion, 2000
- Les Doigts blancs, Éditions du Seuil, 2000
- Vue sur crime, Flammarion, 2000
- Cauchemar à Noël, Éditions Magnard, 2000
- Bleu de peur,  ill. de Alain Gauthier, Rageot, 2000
- Un bisous, sorcière ! , ill. de Jean-François Martin, Père Castor, 2001
- Un gorille à ma fenêtre, Magnard, 2002
- Collapsus, Rageot, 2003
- Noël sans frontières (recueil collectif), Rageot, 2003
- Elle reviendra, Grasset, 2004
- Douée pour le silence, La Martinière, 2004
- Ombres noires pour Noël rouge, Rageot, 2004
- Crimes glacés (recueil collectif), Rageot, 2004
- Ogres, vampires et démons, Éditions Scènes de crime, 2005
- Créature contre créateur, Éditions Nathan, 2005
- Tu te maries et moi j'aime, Rageot, 2005
- Cadeau mortel (collectif), Rageot, 2005
- Disparus, Grasset, 2006
- Une histoire sans nom, Hachette, 2006
- Les Mille et un jours, Nathan, 2006
- Un parfum de meurtre, Rageot, 2007
- Mauvais délires, Flammarion, 2008
- Les Dents de la nuit, Hachette Livre, 2009
- Gueule de loup[4], Éditions de l'Archipel, 2010
- Max[8], 2012 (plusieurs prix littéraires dont le prix Sorcières[9] 2013, et le Prix des libraires du Québec[9] 2013), Gallimard Jeunesse, coll.
- Arthur Rimbaud Le voleur de feu, 2014
- Phobie[5], Gulf stream Éditeur, 2017 (Prix meilleur Polar jeunesse, Cognac 2017)
- Gingo, Gulf stream Éditeur, 2018
- Orphelins 88[12], Robert Laffont, 2018
- Août 61[10],[11], Albin Michel, 2019
- Le dernier petit singe, Casterman, 2020
- L'Oeil de la mort, les Éditions du 38, 2022

### Sous le pseudonyme de Sarah K.
Une vingtaine d'ouvrages dont :
- L'Inconnue de la Seine, Rageot, Coll. Cascade, 1997
- Vega enfant de la nuit,Magnard jeunesse, Coll. Fantastiques, 1998
- L'Homme au chapeau, Nathan, 1998
- Danger d'amour, Casterman, 1998
- Danse avec les spectres, Rageot, Coll. Cascade, 1998
- Dodo la terreur, Casterman, 1999
- Bleu de peur, Rageot, 2000
- Vue sur crime, Père Castor Flammarion, Coll. Tribal, 2000
- Mauvais sangs, Père Castor Flammarion, 2000
- Un bisou, sorcière !, Père Castor Flammarion, 2001
- Connexions dangereuses, Flammarion, 2002 (Prix Farniente 2004) Rééditions sous son nom en 2011 et 2018.
- J'suis pas à la mode !, illustrations Olivier Tallec, Père Castor-Flammarion, 2002
- Parfum de meurtre,Heure noire,2002
- Collapsus, Rageot, 2003
- La Puce détective rusé, Casterman, Coll. Mystère, 2004
- Douée pour le silence, La Martinière jeunesse, Coll. Confessions, 2004
- « Elle reviendra», Lampe de poche, en 2004

- Tu te maries et moi j'aime, Rageot, 2005
- Créature contre créateur, Nathan, 2005
- Une histoire sans nom,Hachette Jeunesse, 2006
- Un parfum de meurtre[13], Rageot, 2007
- La Rose écarlate,Hachette jeunesse, 2009
- Le Choc Spécialement écrit pour son recueil de nouvelle vampirique: "Les Dents de la nuit", le livre de poche jeunesse, contemporain, 2009

## Prix et distinctions
- Prix Ados Rennes/Ille-et-Vilaine[9] 1995 pour  Arthur Rimbaud : le voleur de feu
- Prix de la Semaine Paul Hurtmans du livre de jeunesse[9] 2002 pour Vue sur crime
- Prix Farniente 2004[9],[14] pour Connexions dangereuses (sous le pseudonyme de Sarah K.)
- Prix Les Mordus du Polar[9] 2006 pour Créature contre créateur (sous le pseudonyme de Sarah K.)
- Prix Gayant Lecture[9] 2006 pour Tu te maries et moi j’aime (sous le pseudonyme de Sarah K.)
- Prix jeunesse des libraires du Québec[9] 2013, catégorie Hors Québec , pour Max
- Prix Sorcières[9] 2013, catégorie Roman ado, pour Max
- Prix Tatoulu[9] 2014 pour Max
- Prix des dévoreurs de livres[9] 2014 pour Max
- Prix Polar du roman jeunesse 2017[6], Festival Polar de Cognac, pour Phobie
- Prix Livrentête[9] 2018 pour Phobie
- Prix du roman historique jeunesse[9] 2021 pour Août 61